# Lijst van oorlogsmonumenten in Drechterland
De Nederlandse gemeente Drechterland heeft 7 oorlogsmonumenten. Hieronder een overzicht.
| Nr.                             | Object                                | Herdachte groep                          | Ontwerper     | Onthulling      | Type            | Locatie                      | Plaats        | Coördinaten                   | Foto                                  |
| ------------------------------- | ------------------------------------- | ---------------------------------------- | ------------- | --------------- | --------------- | ---------------------------- | ------------- | ----------------------------- | ------------------------------------- |
| 1257                            | Monument voor Dirk Roos               | verzet Nederland                         | Jac van Rhijn |                 | beeld/sculptuur | Oosterleek 9, 1606 GA        | Oosterleek    | 52° 38' 19" NB, 5° 11' 53" OL | Monument voor Dirk Roos               |
| 1258                            | Sally                                 | geallieerde militairen, verzet Nederland |               |                 | plaquette       | Trambaan 41, 1608 GA         | Wijdenes      | 52° 38' 32" NB, 5° 9' 26" OL  |                                       |
| 1259                            | Monument aan de Oostergouw/Zuiderdijk | geallieerde militairen                   | S. de Wolff   | 6 november 1947 | zuil            | Oostergouw 1, 1606 AA        | Venhuizen     | 52° 40' 40" NB, 5° 14' 33" OL | Monument aan de Oostergouw/Zuiderdijk |
| 1260                            | Monument voor Nico Broers             | verzet Nederland                         |               |                 | kruis           | De Hout 37, 1607 HA          | Hem           | 52° 40' 24" NB, 5° 11' 16" OL | Monument voor Nico Broers             |
| 1261                            | Oorlogsmonument                       | burgerslachtoffers                       |               |                 | gedenksteen     | t.o. Dorpsweg 120, 1697 KG   | Schellinkhout | 52° 38' 4" NB, 5° 7' 20" OL   | Oorlogsmonument                       |
| 1263                            | Monument aan de Hemmerbuurt           |                                          |               |                 | beeld/sculptuur | Hemmerbuurt 167              | Venhuizen     | 52° 39' 28" NB, 5° 10' 34" OL |                                       |
| 1268                            | Oorlogsmonument                       | burgerslachtoffers                       |               |                 | gedenksteen     | Kranenburglaan 6-10, 1616 CA | Hoogkarspel   | 52° 41' 36" NB, 5° 10' 41" OL | Oorlogsmonument                       |
| Dit oorlogsmonument op Wikidata | Bank aan de Zuiderdijk                | Floris V                                 |               |                 |                 | Zuiderdijk                   | Venhuizen     |                               | Bank aan de Zuiderdijk                |

Aalsmeer ·
Alkmaar ·
Amstelveen ·
Amsterdam ·
Bergen ·
Beverwijk ·
Blaricum ·
Bloemendaal ·
Castricum ·
Den Helder ·
Diemen ·
Dijk en Waard ·
Drechterland ·
Edam-Volendam ·
Enkhuizen ·
Gooise Meren ·
Haarlem ·
Haarlemmermeer ·
Heemskerk ·
Heemstede ·
Heiloo ·
Hilversum ·
Hollands Kroon ·
Hoorn ·
Huizen ·
Koggenland ·
Landsmeer ·
Laren ·
Medemblik ·
Oostzaan ·
Opmeer ·
Ouder-Amstel ·
Purmerend ·
Schagen ·
Stede Broec ·
Texel ·
Uitgeest ·
Uithoorn ·
Velsen ·
Waterland ·
Weesp ·
Wijdemeren ·
Wormerland ·
Zaanstad ·
Zandvoort